# Andorinha-das-rochas-africana
o Andorinha-das-rochas-africana (nome científico: Ptyonoprogne fuligula) é uma espécie de ave passeriforme da família das andorinhas que reside na África central e meridional. Reproduz-se principalmente nas montanhas, mas também em altitudes mais baixas, especialmente em áreas rochosas e em torno das áreas urbanas, e, ao contrário da maioria das andorinhas, é frequentemente encontrado longe da água.

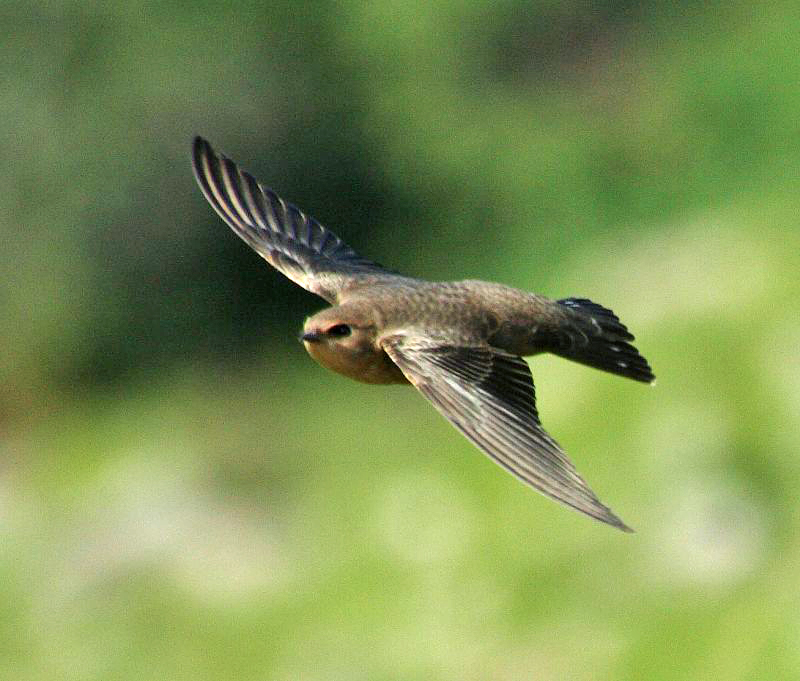
P.f. pretórias em voo

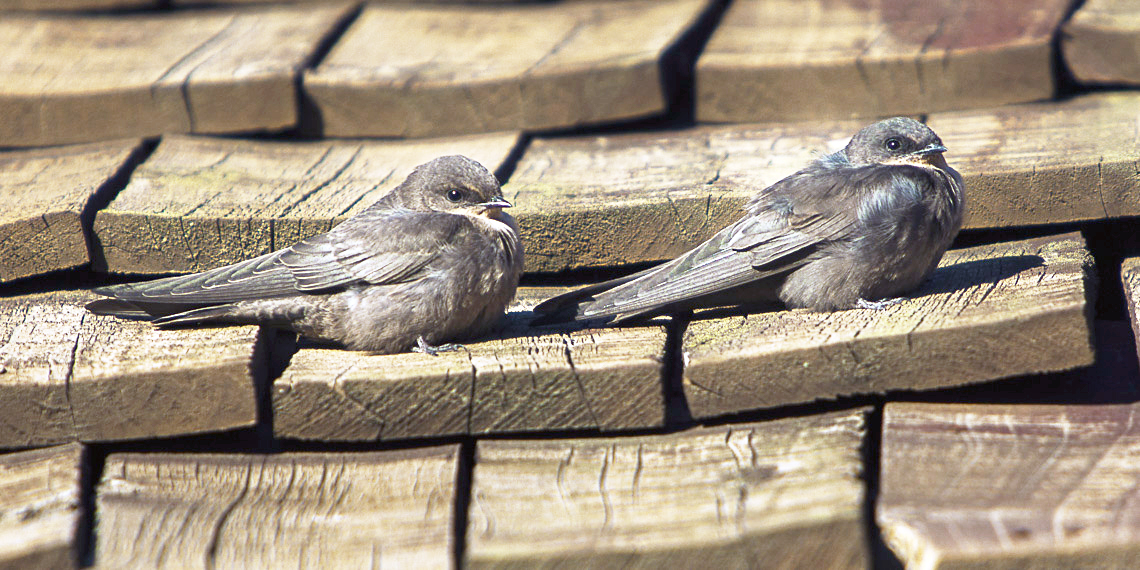
Um par de martins de rock em um telhado

| Subespécies       | Subespécies             | Subespécies                                           | Subespécies                                              |
| Subespécies       | Autoridade              | Alcance                                               | Comentários                                              |
| ----------------- | ----------------------- | ----------------------------------------------------- | -------------------------------------------------------- |
| P.f. fulígula     | (Lichtenstein, 1842)    | Cabo Oriental .                                       | A subespécie nomear .                                    |
| P.f. pusilla      | ( Zedlitz, 1908)        | Mali ao Sudão Ocidental e a maior parte da Etiópia.   | Plumagem mais pálida e menor que a subespécie nominal.   |
| P.f. fusciventris | ( Vicente, 1933)        | Sul do Sudão e Etiópia do sul ao norte de Moçambique. | Menor que P. f. pusilla com plumagem escura.             |
| P.f. bansoensis   | ( Bannerman, 1923)      | África Ocidental e Central.                           | Plumagem pequena e muito escura.                         |
| P.f. anderssoni   | ( Sharpe & Wyatt, 1887) | Sudoeste do Cabo de norte a sul de Angola.            | Tamanho semelhante ao nominal, mas plumagem mais pálida. |
| P.f. pretoriae    | Roberto, 1922           | Leste da África do Sul.                               | Plumagem como nome, mas maior.                           |

## Predadores e parasitas
Alguns falcões têm a velocidade e agilidade para pegar andorinhas e martins em voo, entre outras podem ser caçados por espécies como o falcão peregrino, falcão Taita, Ógea-africana e eurasiano-africano de inverno. Os martins de rocha frequentemente compartilham seus locais de nidificação com pequenos andorinhões, que às vezes assumem à força os ninhos dos martins. Em 1975, um dos primeiros achados do carrapato Argas (A.) africolumbae foi em um ninho de Ptyonoprogne f. fusciventris no Quênia, naquela época o martin foi descrito sob seu sinônimo Ptyonoprogne fuligula rufigula ( Fischer & Reichenow ).

## Estado de Conservação
O Ptyonoprogne tem um alcance muito grande de 4,160,000 km2 (1,610,000 sq mi) população global total é desconhecida, mas a ave é descrita como geralmente comum, embora escassa no Botswana e na Namíbia. A população é considerada estável, principalmente devido à ausência de evidências de declínios ou ameaças substanciais. Seu grande alcance e números presumivelmente altos significam que a espécie não é considerado ameaçada, e é classificado como Menos preocupante, segundo dados da Lista Vermelha da IUCN.

## Textos citados
- Baker, E C S (1926). Fauna of British India. Birds. 3 2nd ed. London: Taylor and Francis
- Barlow, Clive; Wacher, Tim; Disley, Tony (1997). A field guide to birds of The Gambia and Senegal. Robertsbridge: Pica Press. ISBN 1-873403-32-1
- Chantler, Phil; Driessens, Gerald (2000). Swifts. Robertsbridge: Pica Press. ISBN 1-873403-83-6
- Dunning, John Barnard (1993). CRC handbook of avian body masses. Boca Raton: CRC Press. ISBN 0-8493-4258-9
- Mullarney, Killian; Svensson, Lars; Zetterström, Dan; Grant, Peter (1999). Collins Bird Guide. London: HarperCollins. ISBN 0-00-219728-6
- Reichenbach, Heinrich Gustav (1850). Avium systema naturale (em alemão). Dresden and Leipzig: F. Hofmeister
- Sielicki, Janusz (2008).  Mizera, Tadeusz, ed. Peregrine Falcon Populations – status and perspectives in the 21st Century. Warsaw and Poznań: Turul and University of Life Sciences. ISBN 978-83-920969-6-2
- Sinclair, Ian; Hockey, Phil; Tarboton, Warwick (2002). SASOL Birds of Southern Africa. Cape Town: Struik. ISBN 1-86872-721-1
- Snow, David (1998).  Perrins, Christopher M, ed. The Birds of the Western Palearctic concise edition (2 volumes). Oxford: Oxford University Press. ISBN 0-19-854099-X
- Turner, Angela K; Rose, Chris (1989). A Handbook to the Swallows and Martins of the World. London: Christopher Helm. ISBN 0-7470-3202-5